# Douglas William Jerrold
Douglas William Jerrold, född 3 januari 1803, död 8 juni 1857, var en brittisk författare.
Jerrold gjorde sig ett namn som författare till ett antla mycket populära komedier såsom Black-eyed Susan (1829). Hans främsta berömmelse vilar dock på hans kvicka satiriska skisser och berättelser, många ursprungligen publicerade i skämttidningen Punch. Bland hans talrika arbeten märks Men of character (1838), Punch's letters, to his son (1843), Punch's complete letter-writer (1845) och främst Mrs Caudle's curtain lectures (1846, svensk översättning Fru Svenssons sparlakansläxor (1872). Hans samlade arbeten utgavs 1851-64.